# Elle et lui (film, 1961)
Pour les articles homonymes, voir Elle et lui.
Pour plus de détails, voir Fiche technique et Distribution.
Elle et lui (Dvoje) est un film yougoslave réalisé par Aleksandar Petrovic et sorti en 1961.

## Fiche technique
- Titre original : Dvoje
- Titre français : Elle et lui
- Réalisation : Aleksandar Petrovic
- Scénario : Aleksandar Petrovic
- Durée : 88 minutes
- Genre : Film d'amour, Drame
- Dates de sortie : Yougoslavie : 31 juillet 1961

## Distribution
- Beba Loncar : Jovana Zrnic
- Miha Baloh : Mirko
- Nada Kasapic
- Branka Palcic
- Borislav Radovic
- Dragan Vladic
- Milos Zutic : Dejan